# Mitō-Wasserfall
Der Mitō-Wasserfall (japanisch 三頭大滝 Mitō-Ōtaki) ist auch als Minbu no Taki (民部の滝) bekannt. Er liegt in Hinohara am Osthang des Berges Mitō-san (1531 m) auf einer Höhe von 1098 m am Zusammenfluss am Mitō-Bach (三頭 Mitōsawa). Dieser läuft weiter in den Minamiaki und anschließend in den Aki (秋川 Akigawa), der in den Tama und schließlich in die Bucht von Tokio mündet.
Die Fallhöhe des Wasserfalls ist 30 m, womit er der höchste Wasserfall im Gewässersystem des Aki ist. Vor dem Wasserfall verläuft quer die Takimi-Brücke. Die Fußgänger-Hängebrücke bietet einen direkten Blick auf den Mitō-Wasserfall und ist am Südende abgesperrt. Die Umgebung weist einen der größten natürlichen Buchenwälder Tokios auf. Seit 6. März 2000 ist der Mitō-Wasserfall in der Präfektur Tokio als Landschaftlich Schöner Ort ausgewiesen.
Ein weiterer bekannter Wasserfall in der Dorfgemeinde Hinohara ist der Hossawa-Wasserfall (払沢の滝) mit einer Fallhöhe von 60 m. Dieser wurde als einer der Top-100-Wasserfälle Japans ausgezeichnet.